# Laza (Vaslui)
Laza é uma comuna romena localizada no distrito de Vaslui, na região de Moldávia. A comuna possui uma área de 29.00 km² e sua população era de 3319 habitantes segundo o censo de 2007.